# Provincie Granada
Granada je provincie v jižním Španělsku, ve východní části autonomního regionu Andalusie. Sousedí s provinciemi Albacete, Murcia, Almería, Jaén, Córdoba, Málaga a Středozemním mořem (podél Costa Tropical). Její hlavní město se jmenuje Granada.
Provincie pokrývá rozlohu 12 531 km². Žije zde přibližně 937 tisíc obyvatel, z čehož asi 30 % žilo v hlavním městě a průměrná hustota zalidnění byla 73 km². Obsahuje 170 obcí.

## Geografie
Nejvyšší hora na Pyrenejském poloostrově, Mulhacén, se nachází právě v Granadě. Měří 3 479 m. Další nejvyšší hory v provincii jsou Veleta (3 396 m) a Alcazaba (3 371 m).
Řeka Genil, která se tyčí v Granadě, je jedním z hlavních přítoků Guadalquiviru. Další důležité řeky jsou například Fardes, Monachil, Guadalfeo, Dila, Ízbor, Verde a Darro.
Granada sdílí Národní park Sierra Nevada (v pohoří Sierra Nevada) s provincií Almería. Další důležité pohoří je Sierra de Baza.
Severní část provincie zahrnující okresy Baza a Huescar je známá jako Granada Altiplano.

## Důležité památky
Místo světového dědictví Alhambra, největší turistická atrakce v Granadě, představuje jedno z nejkrásnějších architektonických dědictví maurské vlády ve Španělsku, která v Granadě trvala od roku 711 do roku 1492.
V Granadě a Guadixu jsou římskokatolické katedrály.
V královské kapli v Granadě jsou uloženy pozůstatky katolických monarchů, Isabely Kastilské (1451–1504) a Ferdinanda II. Aragonského (1452–1516); stejně jako jejich dcery Jany I. Kastilské (1479-1555) a jejího manžela Filipa I. Kastilského (1478-1506).

## Ekonomika

### Turismus
Pobřeží provincie Granada je známé jako Costa Tropical. Přitahuje velké množství španělských i zahraničních turistů. Hlavními letovisky jsou Almuñécar, Salobreña a La Herradura. Město Granada přitahuje turisty z celého světa díky maurské architektuře a slavnému paláci Alhambra. V zimě pohoří Sierra Nevada hostí nejjižnější evropské lyžařské středisko. Pěší turistika a ekoturistika také přitahují řadu návštěvníků do oblastí, jako je Alpujarras a údolí Lecrin.

### Hlavní zaměstnavatelé

#### Puleva
Založena v Granadě v roce 1910, společnost je dceřinou společností skupiny Lactalis od roku 2001. Vyrábí širokou škálu mléčných výrobků, včetně mléka a mléčných koktejlů, smetany a výrobků pro kojence. Společnost Puleva Biotech S.A. vyvinula první kojeneckou výživu, která obsahovala nukleotidy, a byla průkopníkem v používání omega-3 mastných kyselin v potravinách pro kojence.

#### Coviran
Řetězec supermarketů, který funguje na franšízovém základě a specializuje se na malé obchody v sousedství. Má 2 501 supermarketů po celém Španělsku a Portugalsku.

### Studenti vysokých škol a jazyků
University of Granada je jednou z největších univerzit ve Španělsku s přibližně 56 000 studenty. Město každoročně přiláká přes 10 000 zahraničních studentů, z toho přes 2 000 evropských studentů prostřednictvím programu Erasmus. Kromě poskytování zaměstnání velkému počtu lidí podporuje univerzita také místní ekonomiku vytvářením poptávky po pronájmu nemovitostí. Peníze vynaložené studenty také pomáhají podporovat obchody, restaurace, bary a další služby ve městě. V posledních letech se univerzita také snaží vydělávat na výzkumu, který dělá prostřednictvím komerčních podniků.

### Další
Primární průmyslová odvětví, jako je zemědělství a rybolov, hrají v místní ekonomice důležitou roli. Dříve existoval také velmi velký stavební sektor, ale od roku 2011 zažíval hluboký pokles. Granadský vědecký technologický park vytvořil několik vysoce kvalifikovaných pracovních míst v biotechnologickém sektoru.

## Obyvatelstvo a sídla
Žije zde přes 900 000 obyvatel, z toho 55 % v metropolitní oblasti Granady a 11 % na středozemním pobřeží v okolí Motrilu; v těchto dvou oblastech je silný turismus a imigrace, avšak vedle toho je oblasti velmi mnoho malých a odlehlých obcí, na počet nejvíce v Andalusii.
| 1.  | Granada              | 234 325 |
| 2.  | Motril               | 60 279  |
| 3.  | Almuñécar            | 27 696  |
| 4.  | Baza                 | 23 359  |
| 5.  | Loja                 | 21 574  |
| 6.  | Armilla              | 21 380  |
| 7.  | Maracena             | 20 815  |
| 8.  | Guadix               | 20 395  |
| 9.  | La Zubia             | 17 803  |
| 10. | Albolote             | 17 089  |
| 11. | Santa Fe             | 15 430  |
| 12. | Atarfe               | 15 399  |
| 13. | Salobreña            | 12 747  |
| 14. | Churriana de la Vega | 12 001  |
| 15. | Huétor Vega          | 11 324  |

## Znak provincie
Starší verze: Campo de plata, una granada de su color rajada de gules y tallada de sinople. Bordura componada de León y de Castilla./Ve stříbře granátové jablko svých barev s červeným středem a zeleným listím. Lem kouskovaný León a Kastilie.
Schváleno na plenárním zasedání 31. května 1969 provinční deputací.
Znak provincie od roku 2008: en un campo de plata, una granada de gules (rojo), rajada del mismo esmalte (color), tallada y hojada de dos hojas de sinople o verde. Bordura de cuatro compones: cuatro de gules, con un castillo de oro almenado de tres almenas, mazonado de sable (negro) y aclarado de gules, alternados con cuatro de argén, con un león rampante, de gules, linguado del mismo esmalte, uñado de argén y coronado de oro. Dos de los leones aparecen contornados (miran a la izquierda del escudo y no a la derecha como es habitual)./Ve stříbrném poli s červenou nití přirozené granátové jablko s červenými semínky a zeleným stonkem a listy. Lem z osmi kusů, čtyři stříbrné s červeným skákajícím lvem s červeným jazykem a zlatými spáry a korunou, čtyři červené se zlatými hrad s věžičkami, modrými okny a branou a černými spárami. Vnější zúžený lem černý, na něm stříbrný provazec ze dvou pramenů. Klenot – uzavřená královská koruna.